# العودة إلى الحياة (مسلسل)
العودة إلى الحياة هو مسلسل سعودي رومانسي يتناول طبيعة العلاقات الوجدانية المستمدة من تاريخنا وثقافتنا العربية والشعبية في آن واحد فهناك شواهد كثيرة تثبت وتأكد أن الرومانسية – وأن اختلفت تسميتها – هي في صميم علاقات آبائنا وأجدادنا بين بعضهم البعض (نساءً ورجالاً) والتي هي ليست موجوة في عصرنا الحاضر الذي يعج بالماديات والمصالح....